# Xavier Depraz
Pour les articles homonymes, voir Depraz.
Xavier Depraz, né Xavier Marcel Delaruelle le 22 avril 1926 à Albert (Somme) et mort le 18 octobre 1994 à Saint-Étienne-de-Saint-Geoirs (Isère), est un acteur et artiste lyrique français.
Basse à l'Opéra de Paris jusqu'en 1971, il participe à des créations d'opéra de Marcel Landowski ou Serge Prokofiev. C'est relativement sur le tard qu'il entame une prolifique carrière d'artiste dramatique, d'abord à la télévision, pour laquelle il interprète notamment le rôle d'Ursus dans L'Homme qui rit de Jean Kerchbron, puis au grand écran. Très grand, sec, le visage émacié, le timbre grave, il alterne avec efficacité les rôles de militaires, d'hommes d'Église et de truands, témoignant dans tous les cas d'une sobriété de jeu proche du minimalisme[réf. souhaitée].

## Biographie
Il entre au Conservatoire national de musique à Paris en 1947 et a comme professeurs Fernand Francell pour le chant, Louis Musy pour la scène et René Simon pour le théâtre. Il participe à la création de plusieurs opéras : Le Rire de Nils Halerius et Le Fou de Marcel Landowski, les Dialogues des carmélites de Francis Poulenc et, en version de concert, L'Ange de feu de Serge Prokofiev. Il chante par ailleurs les grands rôles de son registre : Le Château de Barbe-Bleue de Béla Bartók, Rigoletto de Verdi, Don Giovanni de Mozart, Don Quichotte et Thaïs de Massenet, entre autres. Il est professeur d'art lyrique au Conservatoire national supérieur de musique de Paris en 1973.
À partir de 1971, il commence une carrière de comédien au cinéma et à la télévision. Il incarne pour Jean Kerchbron le rôle d'Ursus, dans l'adaptation pour la télévision du roman de Victor Hugo L'Homme qui rit, et Jacques de Molay dans Les Rois maudits (où c'est quand même son personnage qui appelle, d'une voix de stentor, depuis son bûcher fatal, à la "malédiction" de ses puissants bourreaux ! Rôle qui sera repris vers 2005 par le non moins tonitruant Gérard Depardieu...). Il apparaît aussi brièvement dans L'Emmerdeur d'Édouard Molinaro.

## Filmographie

### Cinéma
- 1971 : Le Droit d'aimer d'Éric Le Hung
- 1973 : L'Emmerdeur d'Édouard Molinaro : Louis Randoni
- 1973 : Les Guichets du Louvre de Michel Mitrani
- 1973 : Je sais rien, mais je dirai tout de Pierre Richard : Le général Deglane
- 1974 : Ce cher Victor de Robin Davis
- 1976 : Dracula père et fils d'Édouard Molinaro : Le majordome
- 1976: Le Gang de Jacques Deray : Jo
- 1977 : Mort d'un pourri de Georges Lautner : Marcel
- 1977 : Un papillon sur l'épaule de Jacques Deray : Miguel Carrabo
- 1978 : Les Sœurs Brontë d'André Téchiné : Monsieur Hager
- 1981 : Pour la peau d'un flic d'Alain Delon : Kasper

### Télévision
- 1968 : Le Bourgeois gentilhomme, téléfilm de Pierre Badel : le Grand Turc
- 1970 : L'élixir du R.P. Gaucher de Pierre Badel : le prieur à la voix de ténor.
- 1971 : L'Homme qui rit de Jean Kerchbron : Ursus
- 1972 : Mauprat de Jacques Trébouta : Marcasse/Narcisse
- 1972 : Les Rois maudits mini-série de Claude Barma : Jacques de Molay
- 1974 : Beau-François de Roger Kahane : Pingre #9
- 1977 : Désiré Lafarge épisode : Désiré Lafarge et les rois du désert de Jean-Pierre Gallo
- 1977 : Au plaisir de Dieu de Robert Mazoyer, épisode 2 (le précepteur) : Constantin Sergueievitch
- 1982 : LeVoyageur imprudent de Pierre Tchernia : Méphisto
- 1984 : Les Enquêtes du commissaire Maigret, épisode : Maigret à Vichy d'Alain Levent : Le commissaire Lecoeur
- 1991 : Marie Curie, une femme honorable de Michel Boisrond : Anatole France

### Film d'animation
- 1978 : La Ballade des Dalton de René Goscinny et Morris : (voix) Le cow-boy qui évite le train

## Théâtre
- 1974 : Les Aventures de Tom Jones de Jean Marsan et Jacques Debronckart d'après Henry Fielding, mise en scène René Clermont, Théâtre de Paris

### Opéra
- 1968 : Le Prisonnier, (rôle du prisonnier), Jean Giraudeau, le geôlier de Luigi Dallapiccola, créé à l'Opéra de Paris, direction Manuel Rosenthal

## Discographie sélective
- Hector Berlioz : Les Troyens, Jean Giraudeau (Énée), Arda Mandikian (Didon), Jeannine Collard, Xavier Depraz, (Narbal), Ensemble vocal de Paris, dir. André Jouve, Orchestre de la Société des Concerts du Conservatoire, dir. Hermann Scherchen (extraits). 2 CD Tahra (1952 report Emi 1995 et 2006).